# Theodor Hammargren
Ludvig Theodor Hammargren, född 1849 i Åmål, död 4 november 1892 i Filipstad, var en svensk borgmästare.
Hammargren, som var vice häradshövding, var på 1880-talet verksam i Kristinehamn men utsågs sedan till borgmästare i Filipstad.
Hammargren var son till kyrkoherden i Karlskoga Tullius Hammargren och Ottiliana Lagerlöf samt kusin till Selma Lagerlöf.